# レッキス工業
レッキス工業株式会社（レッキスこうぎょう、英: REX INDUSTRIES CO., LTD.）は、大阪府大阪市に本社をおく、レッキスブランドの配管用機械・工具、環境機器を主力として製造販売する企業。パイプマシンの日本国内シェアはトップである。1925年創立。東大阪市菱屋東に工場を持つ。

## 社名の由来
創業者の宮川作次郎が命名。ロゴタイプREX（レッキス）は、ラテン語で「王様の中の王様」を意味する。

## 主な製品
- パイプマシン

レッキスの主力商品
- 配管用テーパねじ転造機

従来のパイプテーパねじの転造技術は渡辺工業が鉄道車両（新幹線）用途として開発し、工進精工所が加工機を上市したが、転造機は大きな据え付け機であり、加工品の用途は鉄道・船舶など輸送用機械器具に限定されていた。レッキスは1996年（平成8年）に建築・設備配管用途としてパイプマシン程度の大きさで持ち運びができ、ライニング管の加工も出来る転造加工機・加工ヘッドを開発して特許を取得し、1997年（平成9年）に日本発明大賞考案功労賞を受賞している。
- 樹脂管遮断工具（スクイズオフ工具）

直径100mm以上の大口径管の締め付けを可能とし、3社連名で日本発明大賞日刊工業新聞社賞を受賞。

## 脚註
1. ↑  大塚商会CAD japan.com レッキス工業㈱　取締役宮川氏インタビュー記事(取材日時 2008年11月)、2010年6月7日｡
2. ↑  デザインマネジメントのケーススタディp83
3. ↑  株式会社渡辺工業（川重車両協同組合）
4. ↑  井出浩司 強いポリ粉体鋼管転造ねじ配管システム | 建設MiL
5. ↑  管用テーパーねじ転造用ヘッド - レッキス工業株式会社（日本特許情報 - 平成8年）
6. ↑  第33回　発明大賞｜武陽ガス株式会社・レッキス工業・斎長物産